# Koenraad I van Thüringen
Koenraad I van Thüringen (circa 1206 - 24 juli 1240) was van 1239 tot aan zijn dood de vijfde grootmeester van de Duitse Orde. Als zoon van de landgraaf van Thüringen was hij de eerste belangrijke edelman die deel uitmaakte van deze militaire orde.

## Levensloop
Koenraad was de jongste zoon van landgraaf Herman I van Thüringen en diens gemalin Sophia van Wittelsbach, een dochter van hertog Otto I van Beieren. Toen zijn oudste broer Lodewijk IV in 1227 stierf tijdens de Zesde Kruistocht, werden Koenraad en zijn oudere broer Hendrik Raspe IV regent voor hun neef Herman II. Hendrik Raspe IV bestuurde als regent het landgraafschap Thüringen, terwijl Koenraad het graafschap Gudensberg bestuurde. 
Toen Elisabeth van Hongarije, de weduwe van Lodewijk IV van Thüringen, in 1231 stierf, nam Hendrik Raspe IV definitief de heerschappij van het landgraafschap Thüringen op zich. Ook probeerden Hendrik Raspe IV en Koenraad vanaf dan om hun macht te vergroten. Zo voerde Koenraad meerdere oorlogen tegen de aartsbisschop van Mainz. In 1232 veroverde Koenraad na een lange belegering de stad Fritzlar, waarna hij de bevolking liet uitmoorden en de kerk in brand liet steken. 
Elisabeth van Hongarije had in de stad Marburg een hospitaal opgericht, waarna ze het aan de Hospitaalorde van Sint-Jan wou schenken. Grootmeester Koenraad van Marburg weigerde echter de schenking te aanvaarden, waarna paus Gregorius IX een commissie liet oprichten om deze zaak te onderzoeken en op 2 augustus 1232 besliste de commissie ten voordele van Koenraad van Marburg. In 1234 reisde Koenraad van Thüringen naar Rome, waar hij het College van Kardinalen kon overtuigen om het hospitaal van Elisabeth van Hongarije en de bijbehorende kerk in Marburg aan de Duitse Orde te schenken, die zich in 1233 in Marburg gevestigd had. Vervolgens sloot Koenraad zich in november 1234 aan bij de Duitse Orde. 
In 1235 maakte Koenraad deel uit van de commissie die zich bezig moest houden met het heiligverklaringsproces van Elisabeth van Hongarije. Nadat Elisabeth van Hongarije op Pinksteren 1235 heilig werd verklaard, verliet Koenraad Rome.
Na het overlijden van Herman van Salza, werd Koenraad in 1239 benoemd tot grootmeester van de Duitse Orde. Toen hij in de vroege zomer van 1240 naar Rome reisde, werd hij echter ziek en kort daarna overleed hij. Koenraad werd begraven in de Elisabethkerk van Marburg.